# Síndrome aórtico agudo
El síndrome aórtico agudo (SAA) describe una serie de alteraciones graves, dolorosas y potencialmente mortales de la aorta. Esto incluye la disección aórtica, trombo intramural y úlcera penetrante aórtica aterosclerótica. El síndrome puede ser causado por una lesión en la pared de la aorta que involucra la túnica media, con frecuencia en la aorta descendente. Es posible que el síndrome aórtico agudo lleve al síndrome coronario agudo. El término fue introducido en 2001.

## Causas
Las causas pueden incluir la disección aórtica, el hematoma intramural, una úlcera aterosclerótica penetrante o un aneurisma torácico que se ha vuelto inestable. Las causas potenciales del SAA amenazan la vida y se presentan con síntomas similares, por lo que es difícil distinguir la causa definitiva, aunque la tomografía computarizada de alta resolución puede utilizarse.

## Diagnóstico
La condición puede ser imitada por un quiste roto de pericardio, un aneurisma aórtico roto y el síndrome coronario agudo. El diagnóstico erróneo se estima en 39% y se asocia con retraso del diagnóstico correcto y un tratamiento inadecuado con anticoagulantes que produce sangrado excesivo y largas estancias hospitalarias.

## Tratamiento
El SAA pone en peligro la vida, tiene una alta tasa de mortalidad si aparece de forma aguda, la cual reduce sólo cuando se diagnostica a tiempo y es tratado por un cirujano con una pericia considerable. Si los pacientes sobreviven a la presentación aguda, dentro de tres a cinco años el 30% presenta complicaciones y requiere de un seguimiento cercano. El diagnóstico precoz es esencial para la supervivencia y el manejo es un reto, aunque un mayor conocimiento del síndrome y una mejoría de las estrategias de manejo están mejorando los resultados de los pacientes.